# فضل رحمان خلیل
فضل رحمان خلیل (به انگلیسی: Fazlur Rehman Khalil) (اردو: فضل الرحمن خلیل ح. 1963) بنیانگذار حرکات المجاهدین (Hum) و رهبر فعلی انصار الامه است که متهم به بودن یک سازمان جبهه ای از HuM ممنوعه است. او همچنین جامعه خالد بن ولید، یک مدرسه یا مدرسه علمیه اسلامی واقع در مستعمره شمس در شهر گلره اسلام‌آباد را اداره می‌کند که به حمایت از تحریک طالبان پاکستان متهم شده‌است. او را نزدیک به طالبان و نخست‌وزیر عمران خان می‌دانند.
او به عنوان یک تروریست جهانی تعیین شده ویژه تحت لیست اتباع ویژه و افراد مسدود شده توسط اداره کنترل دارایی‌های خارجی وزارت خزانه داری ایالات متحده تحریم شد. جایی که او به عنوان مولانا و قاری متولد ۱۹۶۳ در پاکستان با آدرس‌های راولپندی و اسلام‌آباد ذکر شده‌است.

## اوایل زندگی و جهاد در افغانستان
فضل رحمان در سال ۱۹۶۳ در یک خانواده پشتون در پاکستان متولد شد، او در مدرسه جامع نئومانیا در دیره اسماعیل خان دانش آموز بود، در ۱۶ سالگی بدون اینکه به والدینش بگوید مدرسه را ترک کرد و در سال ۱۹۸۱ برای پیوستن به جهاد افغانستان رفت، در حالی که در افغانستان بود، او در صف فرماندهان جلال‌الدین حقانی و یونس خالیص می‌جنگید و همچنین با اسامه بن لادن ملاقات می‌کرد، که تبدیل به یک دوستی دیرینه شد.

## فعالیت‌های شبه نظامی در پاکستان
فضل الرحمن در سال ۱۹۸۰ همراه با ارشاد احمد و قاری سیف‌الله اختر ، حرکت الجهاد الاسلامی (HuJI) را تأسیس کرد، که هر سه از شهرک جامع العلوم الاسلامیه بنوری در کراچی فارغ‌التحصیل شده بودند. او بعداً به تأسیس و رهبری حرکات المجاهدین ادامه داد. فضل الرحمن یکی از امضاکنندگان فتوای اسامه بن لادن در سال ۱۹۹۸ به نام جبهه بین‌المللی علیه یهودیان و صلیبیون بود.
او در فوریه ۲۰۰۰ از سمت امیر HuM کنار رفت و دومین فرمانده او، فاروق کشمیری، رهبری این گروه را بر عهده گرفت.
در می ۲۰۰۴، مقامات پاکستانی فضل الرحمن را دستگیر کردند. پس از شش ماه به دلیل کمبود مدرک آزاد شد. پس از اینکه حمید و عمر حیات در ژوئن ۲۰۰۵ به دفتر تحقیقات فدرال گزارش دادند که در اردوگاه القاعده که توسط فضل الرحمن اداره می‌شد آموزش دیده‌اند، او مخفی شد.
در مارس ۲۰۰۶، هشت مهاجم فضل الرحمن و راننده اش را از مسجدی در ترنول، در حدود سه مایلی شمال غرب اسلام‌آباد، بیرون کشیدند. او را به مدت پنج ساعت نگه داشتند، کتک زدند و جلوی مسجدی در حومه اسلام‌آباد رها کردند.
به دستور دولت مشرف در سال ۲۰۰۷، فضل الرحمن در میان گروهی از روحانیون بود که برای پایان دادن به بن‌بست مسجد سرخ تلاش کردند.